# Świdnik (rejon turczański)
Świdnik (ukr. Свидник) – wieś na Ukrainie, w obwodzie lwowskim, w rejonie drohobyckim (do 2020 roku w rejonie turczańskim) nad Stryjem. Miejscowość liczy około 260 mieszkańców.
W 1921 liczyła około 465 mieszkańców. Przed II wojną światową w granicach Polski, wchodziła w skład powiatu turczańskiego.

## Ważniejsze obiekty
- Cerkiew prawosławna pw. Opieki Matki Bożej